# Caltanissetta
Caltanissetta é uma comuna italiana da região da Sicília, província de Caltanissetta, com cerca de 60.878 habitantes. Estende-se por uma área de 416 km², tendo uma densidade populacional de 146 hab/km². Faz fronteira com Canicattì (AG), Delia, Enna (EN), Marianopoli, Mazzarino, Mussomeli, Naro (AG), Petralia Sottana (PA), Pietraperzia (EN), San Cataldo, Santa Caterina Villarmosa, Serradifalco, Sommatino.

## Demografia
| Variação demográfica do município entre 1861 e 2011                               |
|                                                                                   |
| Fonte: Istituto Nazionale di Statistica (ISTAT) - Elaboração gráfica da Wikipedia |